# Sansone (film 1936)
Sansone (Samson) è un film del 1936 diretto da Maurice Tourneur.

## Altre versioni
L'opera teatrale di Henri Bernstein venne portata varie volte sullo schermo:
- Samson di  Edgar Lewis (1915)
- Sansone di  Torello Rolli  (1923)
- Sansone di Maurice Tourneur, (1936)